# Enrique Franco Hidalgo
Enrique Franco Hidalgo (San Fernando, 10 de agosto de 1900-Santiago, 5 de enero de 1988) fue un militar chileno. Fue Comandante en jefe del Ejército de Chile entre junio de 1954 y marzo de 1955.

## Carrera militar
Nació en San Fernando, el 10 de agosto de 1900.
En 1919 sirvió como Aspirante a Oficial de Reserva en el Regimiento Nº 2 Cazadores, pasando posteriormente a la Escuela Militar donde egresó en 1920 como Teniente 2.º de Caballería, siendo destinado al Regimiento de Caballería Nº 6 Dragones.
En 1930, pasa a disposición del Ministerio del Interior a fin de prestar sus servicios como Instructor en la Escuela de Carabineros. Luego de desempeñarse en la Escuela de Caballería en 1935, es designado para que participe en la competencia internacional de saltos a efectuarse en la ciudad de Nueva York (Estados Unidos).
En 1937 y 1940 fue alumno de la Academia de Guerra, recibiendo posteriormente el título de Oficial de Estado Mayor y profesor Militar.
Durante el año 1943, fue el Profesor titular de la cátedra de Geografía Militar en dicha Academia.
El general Franco Hidalgo fue ayudante del ministro de Defensa Nacional, director de Deportes Ecuestres de la Federación Deportiva Militar y en 1945, recibió el alto honor de servir como agregado militar a la Embajada de Chile en Francia. A su regreso en 1947, dirigió el Regimiento de Caballería Nº 8 Exploradores y con el grado de Coronel, en el año 1951, asumió como Director de la Escuela de Caballería.
General de Brigada en 1952, recibió la misión de comandar la II División de Ejército.
Habiendo reemplazado entre julio y agosto de 1953 al Comandante en Jefe del Ejército, el 11 de junio de 1954, el presidente Carlos Ibáñez del Campo, lo nombra Comandante en jefe del Ejército, cargo que desempeñó hasta su retiro el 17 de marzo de 1955.
Falleció en Santiago el 5 de enero de 1988 a los 87 años.

## Antecedentes militares
- 1919: Cadete de la Escuela Militar
- 1920: Alférez
- 1920: Subteniente
- 1925: Teniente
- 1930: Capitán
- 1936: Mayor
- 1941: Teniente coronel
- 1947: Coronel
- 1952: General de Brigada
- 1954: General de División
- 1954: General de Ejército